# Zosne
Zosne – rodzaj chrząszczy z rodziny kózkowatych i podrodziny zgrzypikowych.

## Zasięg występowania
Przedstawiciele tego rodzaju występują w Azji Południowo-Wschodniej.

## Systematyka
Do Zosne należą 3 gatunki:
- Zosne cachita
- Zosne cincticornis
- Zosne matangensis.